# 中国驻革但斯克总领事馆
中华人民共和国驻革但斯克总领事馆（波蘭語：Konsulat Generalny Chińskiej Republiki Ludowej w Gdańsku），简称中国驻革但斯克总领事馆，是中华人民共和国派驻波兰滨海省革但斯克的最高级别外交机构。领区包括滨海省、库亚维滨海省、西滨海省和瓦尔米亚-马祖里省。

## 历史
1958年2月，中国提出在格丁尼亚港设置总领事馆。3月，波兰表示同意，后经协商，改在革但斯克设置总领事馆。12月1日，中国驻革但斯克总领事馆正式开馆。1962年7月5日暂时闭馆。1964年10月，中波两国达成协议，中国恢复驻革但斯克总领事馆。1965年8月3日，正式复馆
2024年11月22日，中国政府决定暂时关闭驻革但斯克总领事馆。